# The Xenon Codex
| 전문가 평가                       | 전문가 평가 |
| 평가 점수                         | 평가 점수   |
| 출처                              | 점수        |
| --------------------------------- | ----------- |
| Allmusic                          | [ 1 ]       |
| The Encyclopedia of Popular Music | [ 2 ]       |

《The Xenon Codex》는 1988년 4월 25일에 발매된 영국의 스페이스 록 밴드 호크윈드의 열다섯 번째 스튜디오 음반이다. 이 음반은 영국 음반 차트에서 2주 동안 최고 79위를 차지했다.
밴드의 라인업은 3년 동안 변하지 않았다. 음반은 1988년 2월과 3월에 몬머스의 록필드 스튜디오와 캐를리온의 로코 스튜디오에서 녹음되었다. 이전에 빅 메일의 조수였던 가이 비드미드와 함께 제작되었다.
〈The War I Survived〉와 〈Heads〉의 가사는 호크윈드 팬이었던 로저 네빌 닐이 썼다. 〈Lost Chronicles〉는 별도의 트랙으로 묶여 있지만, 〈Neon Skyline〉의 중간 부분을 형성한다.

## 배경
커버 아트는 밥 워커가 쓴 것으로, 《The Chronicle of the Black Sword》의 안쪽 소매에도 삽화를 그렸고 마이클 버터워스의 《Ledge of Darkness》를 그래픽 노블 형태로 각색했다. 이것은 《Astounding Sounds, Amazing Music》의 뒷면 커버에 있는 바니 버블스의 매에서 파생된 아르데코 디자인이다. 초기 사본은 앞면이 다이 컷으로 된 접이식 소매에 들어왔다.
이 밴드는 음반 홍보를 위해 4월에 25일간의 영국 투어를 진행했다. 4월 21일 해머스미스 오데온 쇼는 BBC 라디오 1에서 60분 인 콘서트 프로그램으로 방송하기 위해 녹음했다.

## 곡 목록
| #  | 제목                    | 작사·작곡                             | 재생 시간 |
| -- | ----------------------- | ------------------------------------- | --------- |
| 1. | 〈The War I Survived〉  | 데이브 브록, 앨런 데이비, 로저 네빌닐 | 5:23      |
| 2. | 〈Wastelands of Sleep〉 | 크리스 테이트, 브록                   | 4:14      |
| 3. | 〈Neon Skyline〉        | 데이비                                | 2:19      |
| 4. | 〈Lost Chronicles〉     | 하비 베인브리지                       | 5:20      |
| 5. | 〈Tides〉               | 휴 로이드랭턴                         | 2:54      |

| #   | 제목                  | 작사·작곡        | 재생 시간 |
| --- | --------------------- | ---------------- | --------- |
| 6.  | 〈Heads〉             | 브록, 네빌닐     | 4:55      |
| 7.  | 〈Mutation Zone〉     | 베인브리지, 브록 | 3:57      |
| 8.  | 〈E.M.C.〉            | 베인브리지       | 4:53      |
| 9.  | 〈Sword of the East〉 | 데이비           | 5:24      |
| 10. | 〈Good Evening〉      | 호크윈드         | 4:35      |